# 雌虎装甲运输车

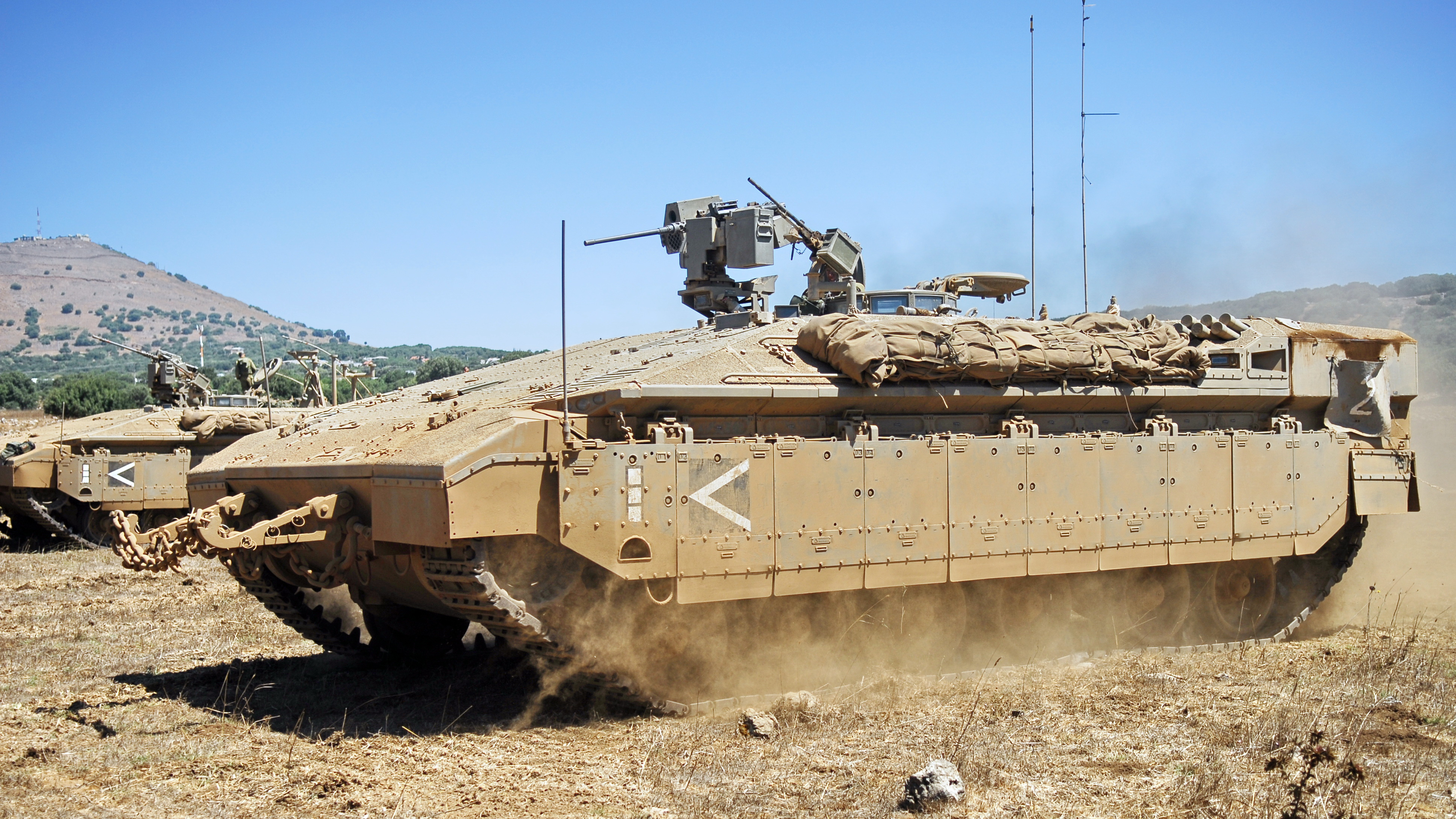
雌虎装甲运输车

雌虎装甲运输车（希伯來語：‎ ）是以色列科技暨維修隊研發的一種装甲输送车。雌虎装甲运输车是在梅卡瓦主战坦克底盘基礎上開發完成的。   2008年底，以色列國防軍正式採用雌虎装甲运输车。